# 蟲達
蟲達（？—前180年），碭郡（今安徽碭山）人，汉初十八功侯之一。
早在战国末年已经是天下知名的顶级剑客，活动范围在东莱（今胶东半岛）附近。带领曲城户将卒三十七人投奔在碭山落草的刘邦。后加入吕泽军队，担任二支部队的隊长，後來從劉邦於陳下之戰擊敗項羽。在刘邦功臣中排行十八。汉六年三月庚子，封为曲成侯。虫达曾有改诏之事，如今事情经过已经失传。高后八年去世，谥号圉侯，儿子虫捷接任侯位。

## 评价
- 班固在《十八侯铭》中评价虫达：“晏晏曲成，舆从龙腾。安危从主，赤曜以升。赫赫皇皇，道弥光明。惟德御国，流及后萌。”
- 《楚汉春秋》云，夜侯虫达，盖改封也。夜县属东莱。补注沉钦韩曰：《论衡·别通篇》“剑技之家，入斗战必胜者，得曲成、越女之学”。即虫达以剑术擅名也。
- 王先谦曰：谥法，威德强武曰圉。
- 今人陈直《汉书新证》言：“汉金文录卷三，三十五页，有曲成家高镫。又有秦汉瓦当文字卷一，十九页，有曲成之当瓦当。”